# 17354 Matrosov
17354 Matrosov è un asteroide della fascia principale. Scoperto nel 1977, presenta un'orbita caratterizzata da un semiasse maggiore pari a 2,6221458 UA e da un'eccentricità di 0,1025133, inclinata di 2,01712° rispetto all'eclittica.